# Освегатчі (Нью-Йорк)
Освегатчі (англ. Oswegatchie) — місто (англ. town) в США, в окрузі Сент-Лоуренс штату Нью-Йорк. Населення — 4158 осіб (2020).

## Демографія
Згідно з переписом 2010 року, у місті мешкало 4397 осіб у 1664 домогосподарствах у складі 1149 родин. Було 1998 помешкань
Расовий склад населення:
| - 97,8 % — білих - 0,5 % — корінних американців - 0,5 % — азіатів - 0,3 % — чорних або афроамериканців |

До двох чи більше рас належало 0,7 %. Частка іспаномовних становила 0,6 % від усіх жителів.
За віковим діапазоном населення розподілялося таким чином: 22,4 % — особи молодші 18 років, 58,1 % — особи у віці 18—64 років, 19,5 % — особи у віці 65 років та старші. Медіана віку мешканця становила 44,3 року. На 100 осіб жіночої статі у місті припадало 91,7 чоловіків;  на 100 жінок у віці від 18 років та старших — 90,1 чоловіків також старших 18 років.
Середній дохід на одне домашнє господарство  становив 63 578 доларів США (медіана — 56 919), а середній дохід на одну сім'ю — 70 206 доларів (медіана — 63 864). Медіана доходів становила 49 470 доларів для чоловіків та 38 207 доларів для жінок. За межею бідності перебувало 24,8 % осіб, у тому числі 41,4 % дітей у віці до 18 років та 12,2 % осіб у віці 65 років та старших.
Цивільне працевлаштоване населення становило 1725 осіб. Основні галузі зайнятості: освіта, охорона здоров'я та соціальна допомога — 39,7 %, роздрібна торгівля — 12,1 %, публічна адміністрація — 11,5 %.